# Mamadou Lamine Camara
Ne doit pas être confondu avec Lamine Camara.
Mamadou Lamine Camara, né le 5 janvier 2003 à Tivaouane au Sénégal, est un footballeur international sénégalais. Il joue au poste de milieu défensif au RS Berkane.

## Biographie

### En club
Né à Tivaouane au Sénégal, Mamadou Lamine Camara est formé par le club local du Darou Salam. Il rejoint ensuite le Maroc pour s'engager avec le RS Berkane.
Il joue son premier match le 27 octobre 2021, lors d'une rencontre de championnat contre la Jeunesse Sportive Soualem. Il entre en jeu et les deux équipes se neutralisent (0-0 score final).
Il participe à la finale de la Coupe de la confédération 2021-2022, qui a lieu le 20 mai 2022 face à l'Orlando Pirates. Son équipe s'impose ce jour-là après une séance de tirs au but.

### En équipe nationale
Mamadou Lamine Camara est convoqué en équipe des moins de 20 ans pour participer à la Coupe d'Afrique des nations junior en 2023. Il est titulaire lors du tournoi, jouant un total de six matchs et marquant un but. Camara figure également dans l'équipe-type de la phase de groupe. Il contribue au sacre de son équipe, qui s'impose face à la Gambie en finale où il se distingue en marquant un but (2-0 score final).
Il est convoqué avec l’équipe première dans, le cadre des  Éliminatoires de la Coupe d'Afrique des nations de football 2023 pour le dernier match du groupe L face au Rwanda. L’équipe étant déjà qualifiée, la FSF décide d’envoyer une équipe bis.
Il en profite pour marquer l’unique but et son premier but en sélection.

## Palmarès

### En club
RS Berkane
- Botola Pro1
  - Champion : 2025
- Coupe du Maroc de football
  - Vainqueur : 2022
- Coupe de la confédération :
  - Vainqueur : 2022 et 2025
  - Finaliste : 2024
- Supercoupe de la CAF :
  - Vainqueur : 2022.

### En sélection
Sénégal -20 ans
- Coupe d'Afrique des nations -20 ans :
  - Vainqueur : 2023.
- Jeux africains : 
  - Troisième : 2019.

### Distinctions personnelles
- Meilleur joueur étranger du Championnat du Maroc en 2024–25.